# 32087 Vemulapalli
32087 Vemulapalli è un asteroide della fascia principale. Scoperto nel 2000, presenta un'orbita caratterizzata da un semiasse maggiore pari a 2,8945517 UA e da un'eccentricità di 0,0896425, inclinata di 0,88329° rispetto all'eclittica.